# Chris Cavanaugh (natation)
Christopher Carl Cavanaugh (né le 1er juillet 1962 à Hialeah) est un nageur américain. Lors des Jeux olympiques d'été de 1972 disputés à Munich, il a obtenu la médaille d'or lors du relais 4 x 100 m nage libre accompagnée d'un nouveau record du monde.

## Palmarès

### Jeux olympiques
- médaille d'or au relais 4 x 100 m nage libre aux Jeux olympiques de Munich en 1972

### Championnats du monde
- Médaille d'or au relais 4 x 100 m nage libre en 1982 à Guayaquil

### Jeux panaméricains
- médaille d'or au relais 4 x 100 m nage libre à Caracas en 1983